# 法蘭西山
法蘭西山（德語：Mount Français）是南極洲的山峰，位於昂韋爾島伯爾根灣以北6英里，屬於特洛伊山脈的一部分，海拔高度2,760米，該山峰在1898年被比利時探險隊發現。

## 外部連結

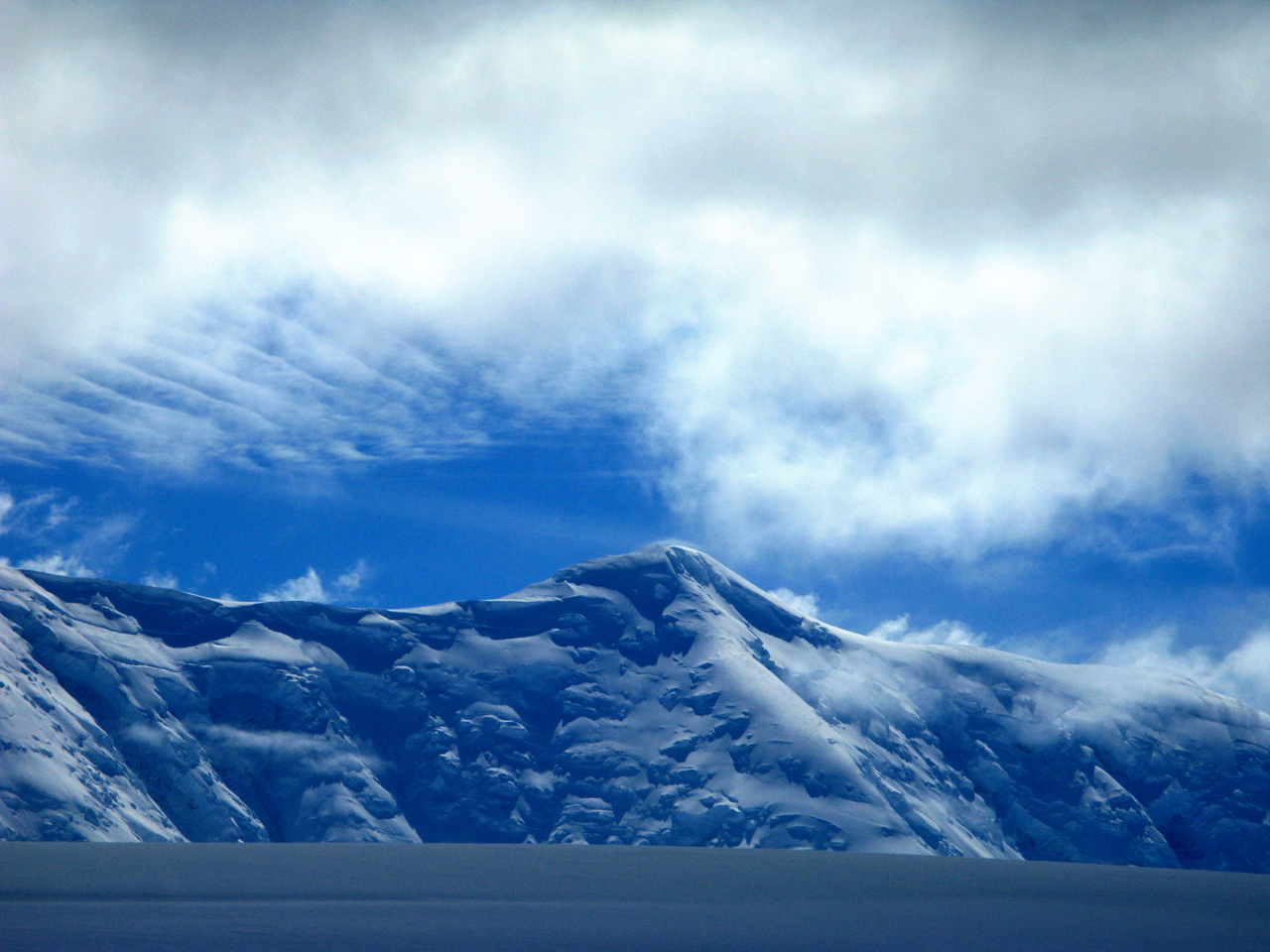

- "Mount Français, Antarctica" （页面存档备份，存于） on Peakbagger